# Cercle viciós
|  | Si cerqueu l'obra d'Isaac Asimov vegeu Cercle viciós (Asimov) |

Un cercle viciós o dial·lel (del grec diallēlos, 'recíproc') és una situació sense sortida, en la qual les possibles solucions no poden ser obtingudes sinó per mitjà d'aquestes mateixes solucions. També s'anomena peix que es mossega la cua; és una fal·làcia que consisteix en una petició de principi per la qual s'intenta provar una cosa mitjançant una altra, i aquesta segona mitjançant la primera.